# Oak Hills, Oregon
Oak Hills är en ort i Washington County i delstaten Oregon, USA.